# Пурушасуктам

Пурушасуктам (санскр.पुरुषसूक्तम्, Puruṣasūktam IAST - Гімн [космічній] людині) - гімн «Ріґведи» (10.90). Є одним з найважливіших ведийських космогонічних гімнів - в ньому описується творіння всесвіту з частин тіла космічного гіганта Пуруші (puruṣa - «людина»), якого боги принесли в жертву, розчленувавши його, і з цих частин було створено Всесвіт. Таке уявлення про створення світу шляхом жертвопринесення (і, як наслідок, сприйняття жертвопринесення як інструменту підтримки творіння незалежно від об'єкта жертви) є однією з найдавніших ідей у індуїзмі. Причому жертводавець, жертва і її одержувач є одним і тим же об'єктом - схожа ситуація надалі не раз зустрічається у філософії Стародавньої Індії.

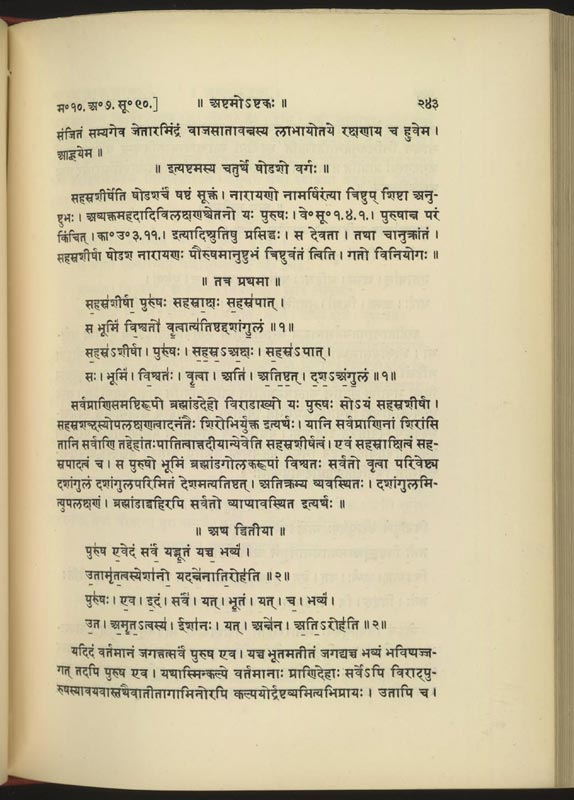
Два перших вірша Пурушасуктам з поясненнями Саяни. Макс Мюллер, Rig-Veda-sanhita, the Sacred Hymns of the Brahmans (reprint, London 1974).

Також Пуруша-сукта є одним з перших місць у давньоіндійській літературі, в якому йдеться про взаємообразне походження чоловічого і жіночого начал - Пуруші та Вірадж .
तस्माद् यज्ञात् सर्वहुतः ऋचः सामानि जज्ञिरे ।
छन्दांसि जज्ञिरे तस्माद् यजुस्तस्मादजायत ॥
Tasmād yajñāt sarvahutaḥ r̥caḥ sāmāni jajñirē.
Chandānsi jajñirē tasmād yajustasmādajāyata.